# Médiation thérapeutique
La médiation thérapeutique ou thérapie médiatisée s'inscrit dans les approches de type psychothérapeutique de la personne, appliquée notamment en médiation familiale.

## Définition
La Médiation thérapeutique repose sur une conception thérapeutique des difficultés relationnelles des personnes. Elle est aussi nommée, par des auteurs, tel Bernard Chouvier, professeur de psychologie clinique à l'institut de psychologie de l'Université Lumière Lyon 2, thérapie médiatisée est un concept développé depuis le début des années 1990, dans la vague montante des approches de médiation. Elle est définie comme visant à permettre aux personnes de retrouver leur équilibre perdu en raison notamment de deuil non-accomplis et s'affirme comme pouvant réaliser un travail sur la préhistoire de la personne, en comparaison avec le courant psychanalytique qui tendrait à effectuer un travail sur l'archéologie de la personne.
La Médiation thérapeutique est instrumentée, selon les auteurs, de diverses techniques de développement personnel (cf. Jean Ambroisi) et de processus créatif comme système de soin, notamment les arts : expression corporelle, musique, peinture…
Après la thérapie systémique, qui consiste à réunir le plus de personnes constituant l'écologie d'un conflit inter-personnel ou d'un problème personnel, cette approche vient instrumenter la conception psychologique et psychothérapeutique de la médiation familiale.